# AZS Politechnika Częstochowska
Klub Uczelniany Akademickiego Związku Sportowego Politechniki Częstochowskiej – wielosekcyjny uczelniany klub sportowy działający przy Politechnice Częstochowskiej. Został założony w 1974 roku.